# (1307) Cimmeria
(1307) Cimmeria ist ein Asteroid des Hauptgürtels, der am 17. Oktober 1930 vom russischen Astronomen Grigori Nikolajewitsch Neuimin in Simejis entdeckt wurde.
Der Name ist abgeleitet von der früheren ukrainischen Region Kimmerien (siehe auch: Kimmerier).